# سیارک ۱۳۷۴۰
سیارک ۱۳۷۴۰ (به انگلیسی: 13740 Lastrucci، نامگذاری:1998SL2) سیزده هزار و هفتصد و چهلمین سیارک کشف شده‌است که در ۱۸ سپتامبر ۱۹۹۸ کشف شد.
قدر مطلق سیارک برابر ۱۳٫۹۰ است.